# Селезньова Наталія Ігорівна
Ната́лія І́горівна Селезньо́ва (до шлюбу Полінковська) (нар. 19 червня 1945, Москва, Росія) — радянська і російська акторка театру і кіно. Заслужена артистка РРФСР (1981). Народна артистка Російської Федерації (1996).

## Біографія
Народилася 19 червня 1945 року в творчій сім'ї. У ранньому віці проявилися творчі здібності. У шестирічному віці зіграла головну роль у виставі театру Радянської армії.
У кіно — з 1953 року (перша роль — Сашенька у фільмі «Альоша Птіцин виробляє характер»). А в 1956 році 11-річна Наташа зіграла головну героїню фільму «Дівчинка і крокодил» — Катю Пастушкову.
У 1966 році закінчила Театральне училище імені Щукіна і була прийнята в трупу Московського академічного театру сатири.
Успіх прийшов до акторки з виходом фільму Леоніда Гайдая «Операція „И“ та інші пригоди Шурика», в якій вона зіграла студентку Ліду. Надалі вона ще не раз з успіхом грала в комедіях Леоніда Гайдая.
Крім того, популярністю акторка багато в чому зобов'язана телевізійному «Кабачку „13 стільців“», де Наталія Селезньова блищала в ролі чарівної пані Катаріни.
У фільмах, телеспектаклях і серіалах зіграла більш як шістдесят ролей.
Чоловік: Андреєв Володимир Олексійович — радянський і російський актор театру і кіно, театральний режисер, педагог. Народний артист СРСР (1985). Прапрапрадід: Лазар Бродський — підприємець і благодійник з Києва, кавалер Ордена Почесного легіону і ордена Святого Володимира.

## Фільмографія
1. 1953 — Альоша Птіцин виробляє характер — Сашенька
2. 1956 — Дівчинка і крокодил
3. 1961 — Оленка
4. 1965 — Операція «И» та інші пригоди Шурика (частина «Омана») — Ліда
5. 1966 — Саша-Сашенька
6. 1966 — Хто вигадав колесо?
7. 1967 — Я Вас любив... — вчителька Лідія Миколаївна
8. 1969 — Каліф-Лелека — принцеса
9. 1969 — Старий знайомий
10. 1969 — Кабачок «13 стільців» — пані Катаріна
11. 1970 — Як ми шукали Тишку — вихователька
12. 1970 — Пригоди жовтої валізки — Петіна мама
13. 1972 — Продавець птахів
14. 1972 — Крапка, крапка, кома…
15. 1973 — Іван Васильович змінює професію — Зінаїда Михайлівна Тимофєєва (Зіна)
16. 1974 — Свій хлопець — Аля Малишева
17. 1975 — Не може бути! — дружина Баригіна-Амурського
18. 1976 — Пригоди Нукі
19. 1976 — Чарівний ліхтар
20. 1978 — По вулицях комод водили… — Віка
21. 1979 — Тема
22. 1982 — Просто жах
23. 1982 — Повість про молоде подружжя (телеспектакль) — Шурочка
24. 1982 — Бережіть чоловіків! — Алла / товаришка по службі й подруга Марти
25. 1985 — Місто наречених
26. 1986 — Я тебе ненавиджу
27. 1992 — Нога
28. 1992 — Зірки на море
29. 1992 — Коло приречених — Фіма Корабльова
30. 1995 — Дім
31. 1996 — Импотент — Тетяна / дружина Михайла
32. 1997 — Старі пісні про головне-2 — пані Катаріна
33. 1998 — Старі пісні про головне-3 — Зіна Тимофєєва
34. 1998 — Примадонна Мері
35. 2000 — Агент в міні-спідниці
36. 2001 — З точки зору янгола — Тереза Костянтинівна
37. 2002 — Посмішка Меломети
38. 2002 — Син невдахи
39. 2003 — Ювілей прокурора
40. 2003 — Детектив по-русски
41. 2003 — Ювілей прокурора
42. 2004 — Злодії та проститутки —  Олена Дмитрівна Стасова, голова МОДР
43. 2006 — Ви не залишите мене...

та ін.